# Bremer Düne
Die Bremer Düne ist ein Teil des etwas über 20 Kilometer langen Dünenrückens, der sich vom Geestgebiet der Verdener Heide in nordwestlicher Richtung zunächst entlang der Achim-Verdener Geest parallel zur Weser bis nach Burg-Grambke erstreckt. Die Bremer Düne trennt die Wümmeniederung von der Weserniederung. Die Entstehung der Bremer Düne wird auf das Ende der letzten Eiszeit zurückgeführt, als die Vegetation auf den gerade vom Eis freigegebenen Flächen noch sehr spärlich war. Die Düne hatte auch entscheidenden Einfluss auf den heutigen Weserverlauf. Als hochwasserfreier Streifen zwischen den beiden Niederungen weist sie zahlreiche frühe Siedlungsspuren auf.
Auf der Bremer Düne steht der größte Teil der Bremer Altstadt, auf der höchsten Stelle der dortige Dom. Auch ältere Vorstädte wie Ostertor- und Steintorviertel und Utbremen liegen auf ihr, ebenso die Reihe der zwischen der Weser und der Bahnlinie Wunstorf–Bremen–Bremerhaven gelegenen alten Dorfkerne von Mahndorf bis Burg-Grambke. Die Bahnlinie folgt etwa dem Ostrand der Bremer Düne. Der Dünenrücken weist einige Lücken auf, so bei Mahndorf, im Bereich Dobben/Sielwall, in Hastedt (Gete) und in der Nähe des Brill. Hier verbanden seinerzeit Gräben die Gewässer der Wümmeniederung mit der Weser.
Erdarbeiten im Rahmen von Bebauung, Hochwasserschutz und Befestigungen wie der Bremer Stadtmauer haben im Lauf der Jahrhunderte dazu geführt, dass die Bremer Düne nur noch an wenigen Stellen als Erhebung zu erkennen ist. Ursprünglich betrug der Höhenunterschied zwischen der Domdüne und dem Flussufer des Weserarms Balge, an der sich der erste Hafen Bremens befand, neun Meter. Augenfällig ist heutzutage in der Altstadt noch der Niveauunterschied zwischen Obern- und Langenstraße, zwischen Ostertorstraße und Schnoorviertel, in Arbergen der Hügel mit der Kirche, in Mahndorf der Mühlen-„Berg“ und in Hastedt zwischen der auf der Düne verlaufenden Heerstraße und dem Straßenzug Auf der Hohwisch/Fleetrade.